# Charlotte de Turckheim
Anne-Charlotte de Turckheim (Montereau-Fault-Yonne, 5 aprile 1955) è un'attrice, regista e comica francese.

## Vita privata
Nel 1975 ha sposato Jean-Noël Fenwick. La coppia ha divorziato nel 1976. Ha sposato Jean-Marc Piaton, con il quale ha avuto tre figlie: Julia, Clara e Johanna. In seguito, la coppia ha divorziato. Nel 2012 ha sposato Zaman Hachemi.

## Filmografia

### Cinema
- Les Dépravées du plaisir, regia di Bernard Launois (1975)
- La Nuit de la mort, regia di Raphaël Delpard (1980)
- Le Maître d'école, regia di Claude Berri (1981)
- Les Babas Cool, regia di François Leterrier (1981)
- Ma femme s'appelle reviens, regia di Patrice Leconte (1982)
- Les Sous-doués en vacances, regia di Claude Zidi (1982)
- Édith et Marcel, regia di Claude Lelouch (1983)
- Éducation anglaise, regia di Jean-Claude Roy (1983)
- Attention ! Une femme peut en cacher une autre, regia di Georges Lautner (1983)
- Signes extérieurs de richesse, regia di Jacques Monnet (1983)
- Retenez-moi... ou je fais un malheur!, regia di Michel Gérard (1984)
- Un amore di Swann (Un amour de Swann), regia di Volker Schlöndorff (1984)
- Il desiderio e la corruzione (Rive droite, rive gauche), regia di Philippe Labro (1984)
- Sale Destin, regia di Sylvain Madigan (1987)
- Chouans !, regia di Philippe de Broca (1988)
- La Salle de bain, regia di John Lvoff (1989)
- À deux minutes près, regia di Éric Le Hung (1989)
- Les Secrets professionnels du Dr Apfelglück, regia di Alessandro Capone, Stéphane Clavier, Mathias Ledoux e Hervé Palud (1991)
- Une époque formidable..., regia di Gérard Jugnot (1991)
- Mio padre, che eroe! (Mon père, ce héros), regia di Gérard Lauzier (1991)
- Une journée chez ma mère, regia di Dominique Cheminal (1992)
- Jefferson in Paris, regia di James Ivory (1995)
- Ritratto nella memoria (The Proprietor), regia di Ismail Merchant (1996)
- Héroïnes, regia di Gérard Krawczyk (1997)
- Mon père, ma mère, mes frères et mes sœurs…, regia di Charlotte de Turckheim (1999)
- Sexes très opposés, regia di Éric Assous (2002)
- Les Aristos, regia di Charlotte de Turckheim (2005)
- Pièce montée, regia di Denys Granier-Deferre (2010)
- La Croisière, regia di Pascale Pouzadoux (2011)
- Mince alors !, regia di Charlotte de Turckheim (2012)
- Grand Départ, regia di Nicolas Mercier (2013)
- Un'estate in Provenza (Avis de mistral), regia di Roselyne Bosch (2014)
- Qui c'est les plus forts ?, regia di Charlotte de Turckheim (2015)
- Loue-moi !, regia di Coline Assous e Virginie Schwartz (2017)
- Abdel et la Comtesse, regia di Isabelle Doval (2018)
- Mince alors 2 !, regia di Charlotte de Turckheim (2021)

### Televisione
- Nana, regia di Maurice Cazeneuve - miniserie TV (1981)
- Le Boulanger de Suresnes, regia di Jean-Jacques Goron - serie TV (1981)
- Secret diplomatique, regia di Denys de La Patellière e Claude Barrois - miniserie TV (1983)
- La Baby-sitter, regia di Chantal Baumann, Christiane Lehérissey, Laurent Lévy e Jean-Pierre Oualid - serie TV (1988)
- Parents à mi-temps, regia di Alain Tasma - serie TV (1995)
- Parents à mi-temps : Chassés-croisés, regia di Caroline Huppert - serie TV (1999)
- Madame le Proviseur, regia di José Pinheiro, Alain Bonnot, Philippe Bérenger e Sébastien Grall - serie TV (1999-2004)
- Y a pas d'âge pour s'aimer, regia di Thierry Chabert - serie TV (2002)
- Un été de canicule, regia di Sébastien Grall - miniserie TV (2003)
- Un amour à taire, regia di Christian Faure - serie TV (2005)
- Le Ciel sur la tête, regia di Régis Musset - serie TV (2006)
- Jeanne Poisson, marquise de Pompadour, regia di Robin Davis - serie TV (2006)
- Clara Sheller, regia di Alain Berliner - serie TV (2008)
- Une enfance volée : L'affaire Finaly, regia di Fabrice Genestal - serie TV (2008)
- Le grand ménage, regia di Régis Musset - serie TV (2010)
- La Pire Semaine de ma vie, regia di Frédéric Auburtin - miniserie TV (2011)
- Vive la colo !, regia di  Didier Le Pêcheur e Dominique Ladoge - serie TV (2012)
- La Loi de mon pays, regia di Dominique Ladoge - serie TV (2012)
- Candice Renoir - serie TV (2014)
- Scènes de ménages - serie TV (2014)
- Merci pour tout, Charles, regia di Ernesto Oña - serie TV (2015)
- Meurtres à Dunkerque, regia di Marwan Abdallah - serie TV (2016)
- La Loi de..., regia di Thierry Binisti - serie TV (2017)
- Meurtres à Belle-Île, regia di Marwan Abdallah - serie TV (2019)
- Disparition inquiétante, regia di Arnaud Mercadier - serie TV (2021)
- Détox, regia di Marie Jardillier - serie TV (2022)

## Pubblicazioni
- Charlotte de Turckheim, Une Journée chez ma mère, Lattès, 1991, ISBN 9782709609913.